# Alacranes de Durango
Club de Fútbol Alacranes de Durango – meksykański klub piłkarski z siedzibą w mieście Durango, stolicy stanu Durango. Występuje w rozgrywkach Liga de Expansión MX. Domowe mecze rozgrywa na obiekcie Estadio Francisco Zarco.

## Aktualny skład
Stan na 1 lutego 2023.
| Nr | Poz. | Piłkarz                     |
| -- | ---- | --------------------------- |
| 1  | BR   | Cristian Flores             |
| 3  | OB   | Diego Hernández             |
| 4  | OB   | José Muñoz                  |
| 5  | OB   | Walter Rovira               |
| 6  | PO   | Aram Orozco                 |
| 7  | PO   | Jonathan Tovar              |
| 8  | PO   | Edwin Cerna                 |
| 10 | NA   | William Guzmán              |
| 11 | NA   | José Gabriel Rodríguez      |
| 12 | OB   | Óscar Torres                |
| 13 | OB   | Francisco Quiñónes          |
| 14 | NA   | Mario Cordero               |
| 15 | OB   | David Navarro               |
| 16 | OB   | Antonio Hernández (kapitan) |

| Nr | Poz. | Piłkarz             |
| -- | ---- | ------------------- |
| 17 | NA   | Sagir Arce          |
| 18 | OB   | Fernando Martínez   |
| 19 | PO   | Fernando Escalante  |
| 20 | PO   | Cruz Leal           |
| 22 | NA   | Julio Aguirre       |
| 23 | NA   | Carlos Siqueiros    |
| 24 | OB   | Ernesto Contreras   |
| 25 | OB   | Luis Ángel González |
| 27 | OB   | Sergio Vázquez      |
| 28 | OB   | Alan Mendoza        |
| 29 | BR   | Julio Valenzuela    |
| 31 | PO   | Francisco López     |
| 33 | BR   | Alejandro Peláez    |
| 35 | NA   | José Cobián         |